# 폴 헬리어

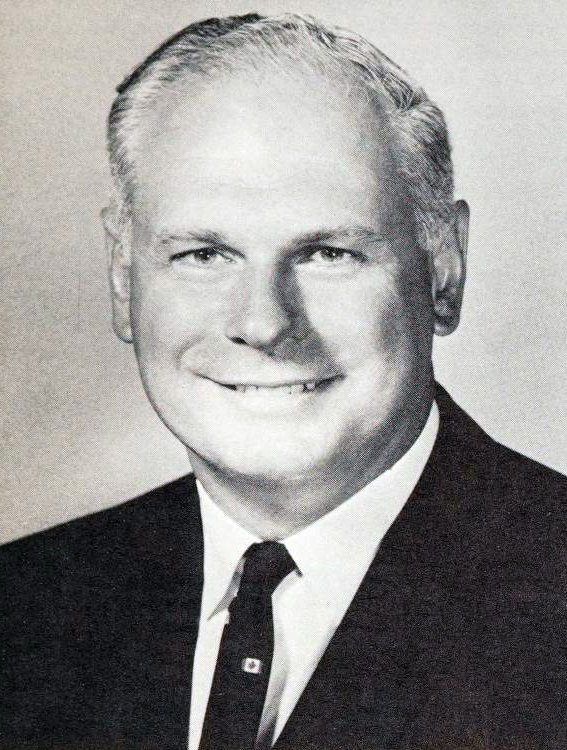

폴 헬리어(Paul Hellyer, 본명: Paul Theodore Hellyer PC, 1923년 8월 6일 – 2021년 8월 8일)는 캐나다의 엔지니어, 정치가, 작가 및 평론가였다. 그는 사망 당시 캐나다 여왕의 추밀원에서 가장 오래 봉사한 위원이었다.

## 생애 초기
고등학교를 마친 후 캘리포니아 글렌데일에 있는 커티스-라이트 항공 기술 연구소(Curtiss-Wright Technical Institute of Aeronautics)에서 항공 공학을 공부하고 1941년에 졸업했다. 공부하는 동안 개인 조종사 면허도 취득했다.
졸업 후 헬리어는 온타리오주 포트 이리에 있는 플리트 에어크래프트(Fleet Aircraft)에 근무했으며 당시 이 항공사는 제2차 세계 대전에서 캐나다 전쟁 노력의 일환으로 캐나다 왕립 공군을 위한 훈련용 항공기를 제작하고 있었다. 그는 자신이 RCAF 조종사가 되려고 시도했지만 더 이상 조종사가 필요하지 않다는 말을 듣고 캐나다 왕립 포병에 합류하여 전쟁 기간 동안 캐나다에서 사수로 복무했다.
헬리어는 1949년 토론토 대학교에서 문학사 학위를 받았다.

## 정치 경력
1949년 대번포트(Davenport) 선거에서 자유당원으로 처음 선출된 그는 캐나다 하원에서 그 시점에 선출된 최연소 의원이었다. 그는 국방부 장관의 국회 보좌관으로 잠시 재직했다. 그런 다음 그는 루이 생로랑 총리의 내각에서 국방부 차관으로 임명되었다. 그러나 이 직책은 두 달 후 생로랑 정부가 1957년 선거에서 패배했을 때 헬리어가 자리를 잃게 되면서 그리 오래가지 못했다.
헬리어는 1958년 트리니티 인근 지역의 보궐선거에서 의회로 복귀했으며 존 디펜베이커의 캐나다 진보보수당 정부에 대한 야당 비평가가 되었다.